# Estrella (kommun)
Estrella är en kommun i Spanien.   Den ligger i provinsen Toledo och regionen Kastilien-La Mancha, i den centrala delen av landet, 140 km sydväst om huvudstaden Madrid. Antalet invånare är 305.